# ワンダヴィジョン
『ワンダヴィジョン』（WandaVision）は、マーベル・コミックをベースに、ジャック・シェーファーがストリーミングサービス「Disney+」のために制作した2021年のアメリカのテレビミニシリーズ。シェーファーがヘッドライターを務め、マット・シャックマンが監督を務めた。マーベル・スタジオが制作するマーベル・シネマティック・ユニバース（MCU）の1作目のテレビ・シリーズで、同フランチャイズの映画と連続性を共有し、映画『アベンジャーズ/エンドゲーム』（2019年）の後を舞台にしている。
本撮影は新型コロナウイルスの感染が拡大し、ハリウッドなどの主要都市がロックダウン（都市封鎖）する直前の2020年3月にクランクアップしていた。しかし、その後再撮影が必要になったため、2020年7月から3か月以上に渡って行われていることが同年10月に報じられた。その影響で、当初2020年9月の発表時点では同年末の配信開始を予定していたが、同年11月に配信開始を翌年（2021年）1月15日に延期することを明らかにした。
『アベンジャーズ/インフィニティ・ウォー』でサノスに破壊されて壮絶な戦死を遂げたシンセゾイド（人造人間）ヴィジョンと、その恋人である強化人間ワンダ・マキシモフを主人公とした物語であり、2020年9月に予告編とキーアートが公開となった。

## ストーリー
サノスとの最終決戦の後、ウエストビュー郊外の街に引っ越してきたのは、長い恋愛の末晴れて結婚したアベンジャーズのメンバーであるワンダ・マキシモフとヴィジョン。60年代のアメリカを想起させるポップでお洒落な洋服に身を包んだ2人は、夢にまでみた結婚生活を手に入れ、幸せな日々を送っていた。しかし、すべてが見かけ通りとは限らず、2人は徐々に自分たちの目に見えている全てが”真実ではない“のではと疑い始める。

## 登場人物・キャスト

### 主要人物
ワンダ・マキシモフ / スカーレット・ウィッチ
演 - エリザベス・オルセン、日本語吹替 - 行成とあ
主人公。ウエストビューに引っ越してきた、ヴィジョンの妻で超能力者であるアベンジャーズのメンバー。普通の人間の暮らしに溶け込み、周りに馴染めるように日々奮闘している一方、日常生活では当たり前のように能力を使っている。
ウエストビューでの生活における不可解な出来事の元凶と見られているとおり、話の筋書き等を大まかに把握していたり、住人達の行動を制御してウエストビューから出られないようにしていた。
やがてソコヴィアでの悲劇の時点から能力の片鱗を見せており、ヒドラの行ったマインド・ストーンとの接触実験で力が増幅されていたことまで判明する。やがて紆余曲折の末、ダークホールドに記されている“至高の魔術師(ソーサラー・スプリーム)”を遥かに凌駕する魔力を持つ伝説の魔女；“スカーレット・ウィッチ”へと覚醒を遂げる。
ヴィジョン
演 - ポール・ベタニー、日本語吹替 - 加瀬康之
ウエストビューに引っ越してきた、ワンダの夫でシンセゾイドの男性にしてアベンジャーズのメンバー。ワンダ同様、普通の人間の暮らしに溶け込めるように過ごしている。計算サービス社に勤務。
ワンダ同様「普通」の生活を望む一方、ウエストビューで起こる不可解な出来事に疑問を抱いていき、自身がウエストビューに来る前の記憶を持たない事に恐怖するという、AIらしからぬ感情を発露する。
実は劇中に登場する“ヘックスの中のヴィジョン”はトミーやビリーと同じくワンダが無から創造したものである。
トミー・マキシモフ
演 - ジェット・クライン、日本語吹替 - 木村皐誠
ワンダが妊娠から僅か2日で出産した双子の一人。
ビリーと同じくウエストビューの状況にある程度適応しており、自分達の年齢を自身の意思で操作し、赤ん坊からあっという間に幼年期まで成長してしまった。
後にトミーは伯父のピエトロと同じく超高速移動能力を行使している。
ビリー・マキシモフ
演 - ジュリアン・ヒルヤード、日本語吹替 - 松本惣己
ワンダが妊娠から僅か2日で出産した双子の一人。
ウエストビューの状況にある程度適応しており、自分達の年齢を自身の意思で操作し、赤ん坊からあっという間に幼年期まで成長してしまった。
後に母に近しい超能力を行使している。
アグネス（アガサ・ハークネス）
演 - キャスリン・ハーン、日本語吹替 - 林真里花
ワンダとヴィジョンが引っ越してきた家の隣人であるウエストビューの住民。出会って間もないワンダに親身に世話を焼くが、謎めいた言動と行動も多数見受けられる。
正体は本物の魔女。他のウエストビューの住人と異なり、現地を覆う力場“ヘックス”の存在を認知した上で介入し、これを形成したワンダの力の正体を見極めて奪い取ろうと暗躍する。
モニカ・ランボー
演 - テヨナ・パリス、日本語吹替 - 村中知
キャロル・ダンヴァース / キャプテン・マーベルの親友であるマリア・ランボーの娘にしてS.W.O.R.Dのエージェント。宇宙飛行士となっていたが、デシメーションで5年間消滅しており、復活した直後に母の死を知ったことが明らかになった。
その直後に職場へ復帰し、ジミー・ウーの要請を受けてウエストビューの調査に赴くと、ヘックスに触れたことで取り込まれてしまい、ウエストビューの住人ジェラルディンとなり、ワンダたちと接触した。
やがて本格的に騒動の調査に乗り出したS.W.O.R.D.に加わるも、ワンダの抹殺を強行しようとする上司タイラー・ヘイワードに不信感を抱き、独自に行動し始めた。そして、再びヘックスを通過したことから青色のオーラを纏う超常的な能力を持つ超人へと覚醒し、ワンダを説得しようとウエストビューへと再突入する。
ダーシー・ルイス
演 - カット・デニングス、日本語吹替 - 田村睦心
S.W.O.R.D.によるウェストビューの調査に駆り出された、ジェーン・フォスターの親友にして天文物理学者。
かつては政治科学専攻の大学生だったが、現在は博士号を取得しており、「ミス・ルイス」を「ドクター・ルイス」と訂正するように求める場面がある。S.W.O.R.D.が設営した臨時基地にハッキングを行う等のスキルも持っている。
モニカ同様、ヘイワードの横暴さに辟易し、彼女に同行してヘイワードの本当の狙いを突き止めようとする。
ジェームズ・“ジミー”・E・ウー
演 - ランドール・パーク、日本語吹替 - 松本忍
S.W.O.R.D.によるウエストビューの調査に駆り出された、かつて自宅軟禁中のスコット・ラングを監視していたFBI捜査官。
保護していた証人がウエストビューで消息を絶ったことでオークランドから現地に赴き、状況判断の上でS.W.O.R.D.に応援を要請、モニカと合流した。
目の前でモニカが消失するといった異常な状況にも即座にS.W.O.R.D.へ連絡する等冷静さを保ち、ヘイワードの行いには異を唱え、ダーシーや後に戻ってきたモニカと共に、騒動解決に向けて奔走する。
ピエトロ・マキシモフ / ニセトロ（ラルフ・ボーナー）
演 - エヴァン・ピーターズ、日本語吹替 - 吉野裕行
突如ワンダの下に、彼女の双子の兄と称して現れた超高速移動能力を持つ青年。ソコヴィアでウルトロンの手にかかって絶命していたが、生前とは容姿から言動まで大きく異なっている。
実はピエトロ本人ではなく、ワンダの秘密を探るためにアグネス=アガサが魔法を用いて差し向けた偽者であり、アグネスが言及していた夫ラルフの名の元となった人物。

### ウエストビューの住人
アーサー・ハート（トッド・デイヴィス）
演 - フレッド・メラメッド、日本語吹替 - 高岡瓶々
ヴィジョンが務める会社の上司。部下達に高圧的な態度を取る。
ハート夫人（シャロン・デイヴィス）
演 - デブラ・ジョー・ラップ、日本語吹替 - 定岡小百合
アーサー・ハートの伴侶。夫と共にワンダとヴィジョンの家に招かれる。
ハーブ（ジョン・コリンズ）
演 - デヴィッド・ペイトン、日本語吹替 - 武田太一
ワンダとヴィジョンの隣人。ヴィジョンとは町内会の集まりで出会う。
ノーム（アビラス・タンドン）
演 - アシフ・アリ、日本語吹替 - 藤田大助
ヴィジョンの会社の同僚で、彼の隣の机に座って仕事をしている。ワンダとヴィジョンの隣人の一人でもある。
フィル・ジョーンズ（ハロルド・コプター）
演 - デヴィッド・レンゲル、日本語吹替 - 越後屋コースケ
ヴィジョンの会社の同僚で、ワンダとヴィジョンの隣人の一人。
ドッティ・ジョーンズ（サラ・プロクター）
演 - エマ・コールフィールド・フォード、日本語吹替 - 山田みほ
ワンダとヴィジョンの隣人の一人。フィルの伴侶。
主催する婦人会で高飛車に振る舞うが、マジックショーで活躍する二人を見て称賛する。
ベヴァリー（イザベル・マツエダ）
演 - ジョリーン・パーディ、日本語吹替 - れいみ
ワンダとヴィジョンの家の近所に住む婦人。
婦人会でドッティからは不等な扱いを受けている。
デニス
演 - エイモス・グリック、日本語吹替 - 山岸治雄
物語の所々に通りすがる配達員。
スタン・ニールセン
演 - ランディー・オーグルズビー
街の産婦人科医。突如妊娠したワンダを診察する。
ニールセン夫人
演 - ローズ・ビアンコ
ニールセン医師の伴侶。

### S.W.O.R.D.
タイラー・ヘイワード
演 - ジョシュ・スタンバーグ、日本語吹替 - 相沢まさき
S.W.O.R.D.の現暫定長官。ランボー母娘とも旧知の仲だった。
「ウエストビューの事件の原因がヴィジョンの遺体を強奪・失踪したワンダにある」と断定して“マキシモフ事変”と称し、更にはワンダを攻撃するように命じるなど、徹底して強硬な姿勢で状況に対処するが、裏では“白目作戦”達成のために回収したヴィジョンの遺体を知覚兵器に改修し、ソコヴィア協定違反のこの作戦の隠蔽の一環としてワンダに濡れ衣を着せて始末しようとする。
モンティ
演 - アラン・ヘクナー
S.W.O.R.D.のエージェント。キャンプにやってきたダーシーに応対したが、彼女をドクターではなくミスと呼ぶ。
ロドリゲス
演 - セレーナ・アンドゥーゼ、日本語吹替 - 所河ひとみ
S.W.O.R.D.のエージェント。ヘイワードの片腕として行動している。
フランクリン
演 - ザック・ヘンリー
S.W.O.R.D.のエージェント。ウエストビューの状況を調査するため、地下からの侵入を試みる。
グッドナー
演 - レイチェル・トンプソン
S.W.O.R.D.のエージェントで、階級は少佐。モニカの依頼を受けて宇宙探査車の運搬業務に就き、モニカに託す。
ザ・ヴィジョン
演 - ポール・ベタニー、日本語吹替 - 加瀬康之
S.W.O.R.D.の白目作戦で完成した、戦闘用シンセゾイド。
マリア・ランボー
演 - ラシャーナ・リンチ（写真のみ）
元アメリカ空軍パイロットだった、S.W.O.R.D.の創設メンバー。キャロル・ダンヴァースの元同僚にして親友。
娘のモニカと共にS.W.O.R.D.で働いていたが、ガンを患って入院した末にデシメーションで消滅したモニカが戻ってくる3年前に逝去してしまっていた。

### その他
エヴァノラ・ハークネス
演 - ケイト・フォーブス、日本語吹替 - 磯西真喜
アガサの母親であった魔女。
オレグ・マキシモフ
演 - ダニヤル、日本語吹替 - 菊池通武
マキシモフ兄妹の父親。アガサが魔術で辿ったワンダの記憶のシーンに登場する。
イリーナ・マキシモフ
演 - イラーナ・コハンチ、日本語吹替 - 平野夏那子
マキシモフ兄妹の母親。アガサが魔術で辿ったワンダの記憶のシーンに登場する。
キャロル・ダンヴァース / キャプテン・マーベル
演 - ブリー・ラーソン（セリフのみ、ノンクレジット）、日本語吹替 - 水樹奈々
元アメリカ空軍パイロットにして、その身にスペース・ストーン由来のスーパーパワーを宿し、驚異的な強さと能力を持つ超人であるアベンジャーズのメンバー。マリア・ランボーの元同僚にして親友。今作では、モニカがヘックスへと再突入する際に頭の中で聞こえる声のみの出演。

## エピソード
| 通算 話数 | タイトル                                                        | 監督                 | 脚本                                            | 公開日        |
| --------- | --------------------------------------------------------------- | -------------------- | ----------------------------------------------- | ------------- |
| 1         | "公開収録でお送りします" "Filmed Before a Live Studio Audience" | マット・シャックマン | ジャック・シェイファー                          | 2021年1月15日 |
| 2         | "チャンネルはそのまま" "Don't Touch That Dial"                  | マット・シャックマン | グレッチャン・エンダース                        | 2021年1月15日 |
| 3         | "カラー放送" "Now in Color"                                     | マット・シャックマン | ミーガン・マクドネル                            | 2021年1月22日 |
| 4         | "番組を中断します" "We Interrupt This Program"                  | マット・シャックマン | ボバク・エスファルジャーニ ミーガン・マクドネル | 2021年1月29日 |
| 5         | "問題エピソード" "On a Very Special Episode..."                 | マット・シャックマン | ピーター・キャメロン マッケンジー・ドール       | 2021年2月5日  |
| 6         | "ハロウィーンの不気味な夜に" "All-New Halloween Spooktacular"   | マット・シャックマン | チャック・ヘイワード ピーター・キャメロン       | 2021年2月12日 |
| 7         | "第4の壁を破って" "Breaking the Fourth Wall"                    | マット・シャックマン | キャメロン・スクワイズ                          | 2021年2月19日 |
| 8         | "前回までは" "Previously On"                                    | マット・シャックマン | キャメロン・スクワイズ                          | 2021年2月26日 |
| 9         | "シリーズ最終回" "The Series Finale"                            | マット・シャックマン | ジャック・シェイファー                          | 2021年3月5日  |

## 設定・用語

### 魔法・現象関連
カオス・マジック
ワンダがヴィジョンを喪った事を発端として発現した無から有を創造する能力。この力によって、本作の騒動の数々が巻き起こることとなる。
シットコム
ワンダとヴィジョン（カオスマジック）の生活をテレビドラマのように外部へ放送している現象。1960年代から始まり、70年代、80年代と少しずつ時代背景が新しくなり、それに合わせて画像も白黒からカラーへ、更には画面の縦横比も変化していく。
ヘックス
ウエストビューを取り巻く不可視のエネルギーフィールドの通称で、命名はダーシー。上空から見ると六角形に囲われている事から付けられた。エネルギーフィールドを通過して内側に入ったものは現実改変により外にいた頃とは形状から用途まで変わってしまい、人物等は記憶まで書き換えられてしまう。
後にヴィジョンの喪失により深い悲しみに包まれたワンダが、その力を半ば暴走させる形で作り出したことが発覚した。
現実改変
モニカが発見した、ウエストビューで起こっている超常現象。ヘックスが展開されたウエストビューに入り込んだ物体や人物は“シットコム”の背景として想定される年代に合わせて作り変えられてしまう。
ダークホールド
アガサが所有する“禁断の書”とも呼ばれる闇の魔術書。アガサはこの書物によって“スカーレット・ウィッチ”の存在を知った。同名の魔術書はMCUドラマシリーズ『エージェント・オブ・シールド』『マーベル ランナウェイズ』でも登場しているが、マーベル・スタジオではなく旧マーベル・テレビジョンが制作した作品のため、本作との関連性は不明。

### S.W.O.R.D.
概要
マリア・ランボーたちにより設立されたアメリカ合衆国の公的機関で、正式名称は“Sentient Weapon Observation and Response Division”（知覚兵器観察対応局）。元来の活動内容はその名称どおり“観察”であったが、現在では宇宙からのさまざまな脅威に対処するために、兵器の開発及び超常的な事案の捜査を主任務とするようになり、ウエストビューの異変に調査に乗り出す。

#### 施設
本部
アメリカ国内に構えられたS.W.O.R.D.の本部施設。ヴィジョンの遺体の収容・解剖も行っていた。
臨時基地
ウエストビューを覆うヘックスの脇の一角に構えられたベースキャンプ。
臨時避難所
ウエストビューの13キロ先に構えられた新たなベースキャンプ。

#### 銃
- ハンドガン
  - グロック17 - S.W.O.R.D.のエージェントの主武装。ウーや物語の所々に登場する警官も所持。
- ライフル
  - M4A1 カービン
  - コルト・モデル 933
  - ダニエル・ディフェンス M4A1 - モニカが奪って殴打に使用。
  - BCM CQB-11
  - H&K HK416
- マシンガン
  - ブローニングM2重機関銃 - ハンヴィーに搭載。
  - M240機関銃

#### イメージング・ドローン
新型
ヘリコプターの模型のような形状のドローン。ウエストビューに赴いたモニカによって運用され、現地の町中に向かって飛ばされる。
旧型
80年代の技術で作られたスターク社製ドローン。モニカの提案でウエストビュー内部へ飛ばされる。

#### ビークル
宇宙探査車
S.W.O.R.D.が開発したシェルター級の高度を誇る探査車。ウエストビューへの再突入を望むモニカによって運用される。
- 車両
  - GMC・ユーコン（4代目） - モニカがS.W.O.R.D.本部からウエストビューへの移動に運用する。
  - LMTV
  - GMC・シエラ
  - ハンヴィー
    - M1025
    - M1035
    - M1038

  - ケイマン

S.W.O.R.D.以外にも新婚生活を始めたばかりのヴィジョン（カオスマジック）がビュイック・センチュリー（2代目）を運転し、後にヴィジョン邸にビュイック・ルセーバー（4代目）が駐車され、ワンダの愛車としてビュイック・ベラーノ（初代）が登場している。

#### 白目作戦
概要
回収したヴィジョンの遺体を改造し、組織の戦闘用シンセゾイドとして配備するS.W.O.R.Dの計画。だがこの計画は、“ソコヴィア協定”の36節のBに違反するものである。
ザ・ヴィジョン

### 国家・地域

#### ウエストビュー（Westview）
本作の舞台となる、アメリカ合衆国ニュージャージー州郊外の小さな町。人口は、看板の通りであれば3892人。夫婦となったワンダとヴィジョン（カオス・マジック）が新生活のために引っ越してくるが、当初は1950年代から始まり、話数を経る毎に風景や文化といった構造が変わっていく。
町の雰囲気は明るく、住民の多くがワンダとヴィジョン（カオス・マジック）に親切だが、明らかに不自然な状況や環境の変化にも一切動じる気配がない等、現実的には有り得ない空間と化している。
現実のこの町は前述の“ヘックス”に囲まれており、内部は“シットコム”に基づく物理法則に支配されている上、外部から侵入してもその一部になってしまい、ワンダの心理状態によって町中の様子が変動することがある。
FBIが証人を保護していたが、突如その証人が「存在しないことになった」と気付いたウーが異常を察知し、応援に来たモニカが取り込まれたことでS.W.O.R.D.主導により封鎖された。
ヘックスの内部においては栄えているようだったが、実際のウエストビューは非常に閑散とした寂れた町であった。
だがワンダは、モニカの説得やアグネス（アガサ）との戦いで自身の力が住民たちを苦しめている事実に直面したことで改心し、最終的にこのヘックスを消滅させて町全体の景観を元に戻し、住民たちの洗脳も解く。
ヴィジョン邸
ウエストビューの2800番地に構えられたワンダとヴィジョン（カオス・マジック）が住む邸宅。この邸宅の内装も話数を経る毎に時代背景に合わせて変化していき、最初は1階建だったが、第2話からは2階建となる。その実態は、ワンダと暮らす将来を想定したヴィジョン（オリジナル）が購入したもののデシメーション以降の混乱で更地となっていた土地に、ワンダがカオス・マジックで築き上げた家宅である。
計算サービス社
ウエストビューの一角にオフィスを構える会社。ヴィジョン（カオス・マジック）やノームたちがハートの下で勤務している。
ウエストビュー町立図書館
ヴィジョン（カオス・マジック）が出席した近所の見まわりに関する男性陣の会議が開かれた施設。ここでヴィジョン（カオス・マジック）は、打ち解けた男性からもらったガムを飲み込んでしまい、誤作動を起こして泥酔したような状態になってしまう。また、ヴィジョン（カオス・マジック）とザ・ヴィジョンの戦いもここで決着する。
アグネス宅
ウエストビューの2804番地に構えられたアグネスが住む邸宅。地下にはファンタジーのダンジョンのような空間が広がり、魔術や儀式に使用されるようなアイテムが多数置かれている。その実態は、ボーナーの邸宅をアガサが占拠したものである。
タンホイザー・ゲート
町の一角にある映画館。モニカはワンダが飛び去った後に、ここでスクラル人女性のエージェントと邂逅する。

#### その他
セイラム
アメリカのマサチューセッツ州エセックス郡に位置し、現代では“ダンバース”と呼ばれる村。1693年にアガサは掟を破り、強力な黒魔術を使ったとして、母親を含む同族の魔女たちに裏切り者と咎められ、処刑されかけるも、その際に魔女たちの命を吸収して力を覚醒させる。
アベンジャーズ・コンパウンド
かつてニューヨーク州北部にあったアベンジャーズの拠点である基地施設。本作では、ワンダの記憶をアガサが魔術で辿る場面に登場する。
ソコヴィア
マキシモフ一家の母国である東欧の小国。ワンダの記憶の場面に登場する。

## 公開
新型コロナウイルスの影響により、2020年はMCU作品が全く公開されなかったため、久々のマーベル制作作品になるとあって、配信前から高い注目を集めていた。そのため、配信開始後にParrot Analyticsによる需要度調査の結果、「今世界で一番人気のあるドラマシリーズ」であると発表された。
本作品の最新話をいち早く視聴するために配信開始直後にファンがDisney+にアクセスした結果、配信サーバが不安定になる状態が発生しており、アメリカでは最終話の配信が開始された直後に西海岸地域で一時的にDisney+のサービスが利用できない事態となった。日本でも初回公開直後に同様のトラブルが発生し、深夜まで続いたため、運営会社であるウォルト・ディズニー・ジャパンとNTTドコモが謝罪文を出す事態になった。
2021年3月9日、ウォルト・ディズニー・カンパニー最高経営責任者（CEO）のボブ・チャペックは同日に開催された株主総会において、本作品とスター・ウォーズシリーズのスピンオフ作品である『マンダロリアン』がDisney+のキラーコンテンツとなり、会員数の増加に大きく貢献したことを明らかにした。

## ホームメディア
2023年11月28日にザ・コンプリート・シリーズとしてBlu-rayと4K UHDの2種類が発売された。
日本でもBlu-ray コレクターズ・エディション スチールブックと4K UHD コレクターズ・エディション スチールブックの2種類が2024年4月10日から発売される予定。

## ドキュメンタリー
2021年2月16日、マーベル・スタジオは映画、ドラマのキャストやスタッフが制作の舞台裏を語るドキュメンタリー番組『マーベル・スタジオ アッセンブル』を発表した。最初のエピソード『マーベル・スタジオ アッセンブル ワンダヴィジョンの裏側』は2021年3月12日にDisney+にて配信された。

## 日本語版製作スタッフ
- 録音：吉田佳代子
- 録音制作：邑中藍子、東北新社
- 調整：SHEPPERTON INTERNATIONAL
- 制作監修：山本千絵子
- 演出：三好慶一郎
- 翻訳：川又勝利
- 翻訳監修：ジェームズ・ヒューバート
- 音楽演出：亀川浩末
- 訳詞：竹内鮎美